# 뮬란 2
《뮬란 2》(Mulan II)는 2005년 개봉된 디즈니 장편 애니메이션 영화 (오리지널 비디오)이다. 중국을 무대로 한 극장용 장편 애니메이션 《뮬란》의 속편이다.

## 줄거리
첫 번째 영화의 사건이 있은 지 한 달 후 무슈는 파 가족 조상을 실망스럽게도 수호신으로서의 회복된 지위를 즐긴다. 샹 장군은 뮬란에게 결혼을 청했고 그녀는 기꺼이 받아들인다. 무슈는 처음에 뮬란이 샹과 결혼하면 그의 가족 조상과 보호자가 그녀의 것이 될 것이라고 조상이 그에게 알릴 때까지 약혼에 대해 감격했다. 결과적으로 무슈는 직장을 잃을 것이다. 황제는 뮬란과 샹을 불러 몽골이 중국에 가하는 위협에 대해 알린다. 이에 대항하기 위해 황제는 기공 왕국과 동맹을 맺고 세 딸 팅팅, 메이, 수 공주를 기공의 왕자들과 결혼시키고 뮬란과 샹을 임명함으로써 중국을 강화할 계획이다. 그들의 여정에서 그들을 보호하기 위해. 뮬란은 중매결혼이라는 생각에 불안해하지만 임무에 동의한다.
뮬란과 샹은 야오, 링, 치엔포와 함께 공주들과 함께 기공으로 출발했다. 후견인으로서의 지위를 보호하고 뮬란과 샹이 서로 다른 행동으로 인해 양립할 수 없다고 믿기 위해 무슈는 그들의 관계를 방해하기 위해 따라다니고, 크리키는 그를 막으려 한다. 뮬란과 샹에게 문제를 일으키려는 무슈의 시도는 역효과를 내고 무심코 공주의 마차를 파괴한다. 이제 걸어서 이동해야 하는 상황에 처한 뮬란과 샹은 자신들이 가야 할 방향과 의무에 대해 잠시 언쟁을 벌인다. 이를 본 무슈는 샹을 조종해 뮬란이 자신에게 질렸다고 믿게 하여 그들 사이의 긴장을 고조시킨다.
한편, 메이, 팅팅, 수는 각각 야오, 링, 치엔포와 사랑에 빠지고, 공주들은 마음에 의무를 다하라는 뮬란의 충고를 따르기로 결심한다. 그날 밤 야오, 링, 치엔포는 공주들을 데리고 가까운 마을로 가서 서로의 사랑을 선언한다. 뮬란은 공주들이 그들의 마음을 따랐다는 사실에 기뻐하며 그들을 쫓는다. 무슈는 그룹을 쫓는 샹을 깨우고 의무를 잊은 것에 대해 질책한다. 뮬란과 샹은 열띤 논쟁을 벌이고, 서로 너무 다르다고 판단하고 헤어진다.
그룹은 산적 국가를 여행하기 시작하고 무슈는 뮬란과 샹의 이별이 그녀를 비참하게 만들 뿐임을 깨닫는다. 죄책감에 휩싸인 무슈는 자신의 행동을 고백하고 뮬란의 신뢰를 잃고 샹과 함께 문제를 해결하도록 동기를 부여한다. 그룹은 공주를 납치하려는 산적의 공격을받는다. 공주들은 구해졌지만 뮬란과 샹은 부러진 다리에 매달려 있다. 샹은 뮬란이 몸을 일으킬 수 있도록 자신을 계곡으로 떨어뜨린다. 마음이 상한 뮬란은 공주들에게 사랑 없는 결혼을 강요하지 않겠다고 선언하고 홀로 기공에게 계속 나아간다. 뮬란은 기공의 통치자에게 자신을 소개하고 공주가 살해 당했다는 거짓말을하고 대신 자신을 바친다. 그는 이에 동의하고 뮬란과 그의 장남 지키 왕자 사이의 결혼식을 주선한다.
샹은 살아서 야오, 링, 치엔포 및 공주를 만나 기공으로 향한다. 샹은 결혼식을 중단하고 뮬란이 자신의 마음을 따르는 것이 옳았다고 인정한다. 진경의 군대로부터 뮬란과 상을 구하기 위해 무슈는 통일의 대금룡으로 가장하여 진경이 황제와 동맹을 맺도록 강요하고 뮬란과 상이 결혼하도록 허용하고 공주들을 서약에서 해방시킨다. 얼마 후 뮬란과 샹은 뮬란의 마을에서 공식적으로 결혼하고 무슈는 그의 지위 상실을 받아들인다. 그러나 샹은 가족 사원을 결합하여 무슈가 계속해서 수호신이 될 수 있도록 한다. 축하하는 동안 무슈는 실수로 샹과 뮬란에게 자신을 드러낸다. 샹은 그가 이미 무슈의 존재를 알고 있음을 밝히고 그와 뮬란은 포옹한다.

## 한국판 성우진
- 이승연 - 뮬란(밍 나)
- 김일 - 샹(B.D. 웡)
- 이인성 - 무슈(마크 모즐리)
- 노민 - 야오(하비 피어스타인)
- 최병상 - 링(게드 와타나베)
- 서문석 - 치엔포(제리 톤도)
- 이영주 - 뮬란의 어머니
- 유만준 - 뮬란의 아버지(오순택)
- 나수란 - 뮬란의 할머니(준 포레이)
- 성선녀 - 중매쟁이(미리엄 마걸리스)
- 온영삼 - 조상신(조지 타케이)
- 정기항 - 황제(패트 모리타)
- 함수정 - 팅팅 공주(산드라 오)
- 임은정 - 메이 공주(루시 류)
- 은영선 - 수 공주(로런 톰)
- 이종구 - 흉노 황제